# Liste der Bischöfe von Banská Bystrica

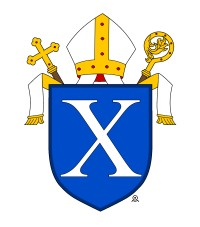
Wappen des Bistums Banská Bystrica

## Bischöfe
Die folgenden Personen sind/waren Bischöfe des Bistums Banská Bystrica:
| Nr. | Bischof               | von  | bis  | Beschreibung | Darstellung | Wappen |
| --- | --------------------- | ---- | ---- | --- | ----------- | ------ |
| 01  | Franz von Berchtold   | 1776 | 1793 | * 25. Juni 1730 in Trnava, am 29. Juni 1753 zum Priester geweiht, am 15. Juni 1776 zum 1. Bischof von Banská Bystrica bestellt, von Papst Pius VI. am 16. September 1776 bestätigt, konsekriert 13. Oktober 1776, † 14. August 1793 |             |        |
|     |                       | 1793 | 1800 | Martin Mateovich, Administrator |             |        |
| 02  | Gabor Zerdahelyi      | 1800 | 1813 | * 16. Oktober 1742 in Nitrianska Streda (ung. Nyitraszerdahely), am 17. März 1765 zum Priester geweiht, am 11. Dezember 1780 zum Titularbischof von Titiopolis und Weihbischof in Vác ernannt, am 22. Dezember 1800 Bischof von Banská Bystrica, † 5. Oktober 1813 |             |        |
|     |                       | 1813 | 1819 | Franz Vallitzek, Administrator |             |        |
| 03  | Anton Makay           | 1819 | 1823 | Bischof von Banská Bystrica, 1823 Bischof von Veszprém |             |        |
| 04  | Jozef de Belansky     | 1823 | 1843 | * 20. Juli 1769 in Castello di Kunyza, am 24. November 1823 zum Bischof von Banská Bystrica ernannt |             |        |
| 05  | Jozef Rudnyánsky      | 1844 | 1850 | Bischof von Banská Bystrica, nach der Revolution 1848/49 wegen angeblichen Hochverrats verurteilt, emeritiert 1850, † 1859 in Bratislava |             |        |
| 06  | Štefan Moyzes         | 1851 | 1869 | * 25. Oktober 1797 in Veselé (ung. Veszele), am 17. Februar 1851 zum Bischof von Banská Bystrica ernannt, konsekriert am 25. Mai 1851, † 5. Juli 1869, dem 1000. Jahrtag des Todes des Hl. Kyrill („Slawenapostel Kyrill und Method“) |             |        |
| 07  | Zigmund Suppan        | 1870 | 1871 | * 18. Januar 1814 in Kremnica, 1837 zum Priester geweiht, 1870 Bischof von Banská Bystrica, aber vor der Weihe verzichtet, † 17. Juli 1881 |             |        |
| 08  | Arnold Ipolyi-Stummer | 1871 | 1886 | * 20. Oktober 1823 in Kosihy nad Ipľom, Okres Veľký Krtíš, am 22. Dezember 1871 zum Bischof von Banská Bystrica ernannt |             |        |
| 09  | Imrich Bende          | 1887 | 1893 | * 28. August 1824 in Baja, (Ungarn), am 30. August 1847 zum Priester geweiht, am 17. März 1887 zum Bischof von Banská Bystrica ernannt, konsekriert am 24. April 1887 durch Kardinal János Simor dem Erzbischof von Esztergom, am 19. Januar 1893 Bischof von Nitra, † 26. März 1911. |             |        |
| 10  | Karl Rimely           | 1893 | 1904 | * 4. Februar 1825 in Esztergom, (Ungarn), 1848 zum Priester geweiht, am 6. Juni 1893 zum Bischof von Banská Bystrica ernannt, † 13. Januar 1904 |             |        |
| 11  | Wolfgang Radnai       | 1904 | 1920 | am 11. Juli 1904 Bischof von Banská Bystrica, vorher Weihbischof, emerit. 16. Dezember 1920 und zum Titularbischof von Axomis ernannt, † 14. Oktober 1935 |             |        |
| 12  | Marián Blaha          | 1920 | 1943 | * 11. Juni 1869 in Liptovský Hrádok, 1892 zum Priester geweiht, am 13. November 1920 zum Bischof von Banská Bystrica ernannt, konsekriert am 13. Februar 1921 durch Clemente Micara, dem Apostolischen Nuntius in der Tschechoslowakei, † 21. August 1943 |             |        |
| 13  | Andrej Škrábik        | 1943 | 1950 | * 13. Mai 1882 in Rajec, am 17. September 1904 zum Priester geweiht, am 12. August 1939 zum Titularbischof von Scyrus und Weihbischof in Nitra ernannt, konsekriert am 17. September 1939, am 14. Juni 1941 zum Koadjutorbischof von Banská Bystrica bestellt, am 21. August 1943 durch Karol Kmetko der Bischof von Nitra, am 14. Juni 1941 zum Koadjutorbischof von Banská Bystrica ernannt, am 21. August 1943 Bischof von Banská Bystrica † 8. Januar 1950 |             |        |
|     |                       | 1950 | 1968 | Ján Dechet, Administrator |             |        |
|     |                       | 1968 | 1973 | František Haspra, Administrator |             |        |
| 14  | Jozef Feranec         | 1973 | 1990 | * 16. März 1910 in Pobedim, am 18. Dezember 1932 zum Priester geweiht, am 19. Februar 1973 zum Bischof von Banská Bystrica ernannt, konsekriert am 3. März 1973 durch Kardinal, Agostino Casaroli, Sekretär der Römischen Kurie, Mitkonsekratoren waren František Tomášek, Administrator von Prag emerit. 14. Februar 1990, † 3. Mai 2003. |             |        |
| 15  | Rudolf Baláž          | 1990 | 2011 | * 20. November 1940 in Nevoľné, am 23. Juni 1963 zum Priester geweiht, am 14. Februar 1990 zum Bischof von Banská Bystrica ernannt, Bischofsweihe 19. März 1990, † 27. Juli 2011 |             |        |
|     |                       | 2011 | 2012 | Vakant, Marián Bublinec, Diözesanadministrator |             |        |
| 16  | Marián Chovanec       | 2012 |      | * 16. September 1957 in Trenčín, am 17. Juni 1989 zum Priester geweiht, am 22. Juli 1999 zum Titularbischof von Maxita und Weihbischof in Nitra ernannt, Bischofsweihe am 18. September 1999, am 20. November 2012 zum Bischof von Banská Bystrica ernannt |             |        |

## Weihbischöfe
Die folgenden Personen sind/waren Weihbischöfe im Bistum Banská Bystrica:
| Nr. | Bischof            | von  | bis  | Beschreibung | Darstellung | Wappen |
| --- | ------------------ | ---- | ---- | --- | ----------- | ------ |
| 01  | Wolfgang Radnai    | 1901 | 1904 | * 25. März 1848 in Chisineu-Cris, (Rumänien), 1871 zum Priester geweiht, am 16. Dezember 1901 zum Titularbischof von Europus und Weihbischof in Banská Bystrica ernannt, konsekriert am 25. Januar 1902 durch Kardinal Lörinc Schlauch, Bischof Oradea Mare, am 11. Juli 1904 Bischof von Banská Bystrica |             |        |
| 02  | Peter Dubovský, SJ | 1991 | 1997 | * 28. Juni 1921 in Rakovice am 24. Dezember 1950 zum Priester geweiht, am 18. Mai 1961 zum Bischof geweiht, am 12. Januar 1991 Titularbischof von Carcabia und Weihbischof in Banská Bystrica ernannt. em. 30. Juli 1997, † 10. April 2008                                                                |             |        |
| 03  | Tomáš Galis        | 1999 | 2008 | * 22. Dezember 1950 in Selice, am 6. Juni 1976 zum Priester geweiht, am 28. August 1999 Titularbischof von Bita und Weihbischof in Banská Bystrica ernannt, geweiht am 25. September 1999, am 14. Februar 2008 Bischof von Žilina                                                                         |             |        |